# Mádai Péter
Mádai Péter (Kassa, 1939. július 11. – Ajka, 2009. február 1.) gépésztechnikus, politikus. 1990 és 2002 között országgyűlési képviselő, 1998 és 2002 között az Országgyűlés jegyzője, 2002 és 2006 között pedig Ajka alpolgármestere. A Szabad Demokraták Szövetsége ügyvivője 1992-ben, illetve 1997–1998-ban. Máday György színész bátyja.

## Életpályája
Lucfalván járta ki az általános iskolát, majd Salgótarjánban tanult tovább, 1958-ban érettségizett a helyi Madách Imre Gimnáziumban. Első munkahelye a Budapesti Felvonógyár volt, ahol marós volt. Itt 1964-ig dolgozott, amikor felvették a salgótarjáni gépészeti technikumba, itt 1967-ben szerzett gépésztechnikusi oklevelet. A Nógrádi Szénbányászati Vállalatban helyezkedett el ezt követően részlegvezetőként. 1972-ben Ajkára került a Veszprémi Szénbányászati Vállalathoz, ahol osztályvezető-helyettesé nevezték ki. Ebben az időszakban szerzett országos ismertséget azzal, hogy a Magyar Televízió különböző vetélkedőiben vett részt, illetve nyert meg (például Irodalmi Klub, Szó, zene, kép, Mindent vagy semmit).
A rendszerváltás idején kezdett közéletileg aktívvá válni, addig tudatosan távol tartotta magát a politikától. 1989-ben lépett be a Szabad Demokraták Szövetségébe (SZDSZ), a párt ajkai csoportjának ügyvivőjévé választották. Az 1990-es országgyűlési választáson a Veszprém megye 1. számú választókerület (Ajka központtal) jelöltje volt a párt színeiben, de alulmaradt MDF-es ellenfelével, Pusztai Erzsébettel szemben, a párt országos listájáról szerzett mandátumot. 1991-ben a honvédelmi bizottságba választották. Eközben 1991-ben az SZDSZ országos tanácsának tagja lett, illetve 1992-ben rövid ideig a párt ügyvivőjeként is tevékenykedett. Az 1994-es országgyűlési választáson ismét a párt ajkai egyéni jelöltje volt, de most megelőzte Pusztai Erzsébetet, így egyéni képviselőként jutott mandátumhoz. Ismét a honvédelmi bizottságban dolgozott a ciklusban. 1997-ben ismét a párt egyik ügyvivőjévé választották, tisztségét 1998-ig töltötte be. Az 1998-as választáson a párt országos listájáról szerzett mandátumot. Ebben a ciklusban a bizottsági munka mellett (amiről 1999-ben lemondott) az Országgyűlés jegyzőjévé választották. 2002-ben bár indult az országgyűlési választáson, de mandátumot nem szerzett. Az ez évi önkormányzati választáson bejutott az ajkai képviselő-testületbe, a város egyik alpolgármesterévé választották. Tisztségét a ciklus végéig (2006) töltötte be. 2009-ben hunyt el hosszan tartó, súlyos betegség következtében.